# Thabang Molefe
Thabang Molefe, né le 11 avril 1979 à Potchefstroom en Afrique du Sud, est un footballeur international sud-africain qui évoluait au poste de défenseur central.

## Biographie
Il joue avec son pays la Coupe du monde 2002 en Corée du Sud et au Japon (un match contre l'Espagne (2-3) en tant que remplaçant de Lucas Radebe à la 80e).
Il joue entre autres dans les clubs suivants Jomo Cosmos FC, au Mans UC et Orlando Pirates.